# ムーンライト計画
ムーンライト計画（–けいかく）とは、1978年から1993年度間で実施された日本の省エネルギー技術研究開発についての長期計画である。

## 概要
オイルショックの経験を踏まえ、エネルギー転換・利用効率の向上、エネルギー供給システムの安定化、エネルギーの有効利用の各要素に関わる技術研究開発を目指して工業技術院により1978年から計画された。1992年までに1400億円が投じられた。成果としては廃熱利用技術システム、電磁流体発電、ガスタービンの改良、汎用スターリングエンジン、燃料電池技術の開発、ヒートポンプの効率化などがあげられる。
当時開発されたガスタービンエンジンは中間冷却器、熱再生器を備え、世界最高水準の熱効率だった。その成果は現在の発電用ガスタービンに活用されている。開発エンジンは現在、日本工業大学付属の博物館に保存、展示されている。
サンシャイン計画が、新エネルギーの象徴として太陽をその名に付けていたのに対し、こちらは利用されない排熱等をわずかでも有効に利用する、月の光も惜しんで使おうという対照的な名を付けられている。
1993年にサンシャイン計画、地球環境技術開発を一体化したニューサンシャイン計画に統合された。

## 主な成果
|    | プロジェクト名                             | 成果 |
| -- | ------------------------------------------ | --- |
| 1  | 廃熱利用技術システム                       | 熱回収・熱交換技術、熱輸送・熱貯蔵技術の要素技術、および全システムの研究開発を実施。吸収式ヒートポンプシステムの開発などの成果を収めた。 |
| 2  | 電磁流体（MHD）発電                        | ETL Mark IIによる灯油燃焼発電実験を実施。発電チャネルの耐久性の実証などの成果を収め、次期パイロットプラント（熱出力10万kW）製作に必要な設計資料を集積。 |
| 3  | 高効率ガスタービン発電                     | 高効率ガスタービンパイロットプラントの運転研究を袖ケ浦火力発電所構内で実施。総合熱効率51.7%（世界最高）、出力9.3万kWまで到達。高温タービン試験装置により、タービン入口温度1,400℃（世界最高）、ヒート型ガスタービンの複合発電効率55%を達成。 耐熱合金、耐熱セラミックの材料開発、燃焼器、タービン翼の冷却方法の要素技術等の波及効果あり。 |
| 4  | 汎用スターリングエンジン                   | 民生向け冷房用3kW・30kWエンジン、産業向け小型動力源の30kWエンジンを対象として、基本型エンジン、小型軽量化及び低公害化を重点にした実用型エンジンを開設し、最高熱効率37%を達成。実用化の見込みが得られた。 |
| 5  | 新型電池電力貯蔵システム                   | 4種類の新型電池（Na-S、Zn-Br、Zn-Cl及びレドックス・フロー型）について、1kW・10kW・60kW級電池の試作運転に成功。それぞれ総合エネルギー効率で最高70%、77%、76.6%を達成。 改良型鉛蓄電池を使用した1,000kW級システム試験設備を電力系統に連系して運転し、総合エネルギー効率を達成。 2種類の新型電池（Na-S、Zn-Cl）について、最終目標1,000kW級パイロットプラントの運転研究を終了。初期の開発目標をおおむね達成。 |
| 6  | スーパーヒートポンプエネルギー集積システム | 高性能圧縮式ヒートポンプ及びケミカル蓄熱装置の全システム開発に向け、媒体・反応系研究、要素機器の開発、新規部材の研究、システム化研究等で多くの成果を蓄積。1,000kW級パイロットプラントの試作運転研究を行うとともに、3万kW級実規模概念設計を実施。技術・経済性等評価を行い、初期の開発目標を概ね達成。 |
| 7  | 燃料電池発電技術                           | 【リン酸型】200kW級発電システムプラントの試作運転研究等を終了。ある業務用燃料発電システムで80.2%の総合効率を達成。リン酸型として初めて170℃の蒸気の回収に成功。常圧運転のリン酸型燃料電池で、送電端発電効率39.7%（世界最高）を達成。 【溶融炭酸塩型】1kW級、10kW級、加圧10kW級、常圧25kW級、加圧25kW級、常圧50kW級、加圧100kW級の電池を製作し、定格出力運転に成功。加圧100kW級世界最高出力発電試験に成功。1MW級発電プラント開発。 【固体電解質型】400W級・1kW級の電池を製作。運転に成功。 【固体右電子型】1kW級モジュールの発電に成功。 【アルカリ型】1kW級の電池を製作。2,000時間以上の連続運転に成功。 |
| 8  | 超電導電力応用技術                         | 超電導発電機用として10,000A（4T）級の導体、交流機器用として10,000A（0.5T）級の低損失導体を開発。酸化物導体では電流密度1.1×106A/cm2の線材を開発。世界に先がけ7万kW級超電発電機を開発し、8万kW・700時間の出力に成功。冷凍システムでは従来型について信頼性の高いシステムを開発し、新型についてオイルフリー圧縮機の要素技術を開発。 |
| 9  | セラミックガスタービン                     | 耐熱セラミックの部品化のための成形方法、肉厚セラミック部品の均質焼結方法等の研究により、多形変形量の大幅な低下を可能とした。タービン入口温度1,350℃のセラミックガスタービンの運転に成功。熱効率38.6%を達成。 |
| 10 | 分散型電池電力貯蔵技術                     | 高性能で低廉な新しい正極、負極、電解質などの研究を実施。これらの材料を使用した10Wh級単電池の製作試験をし、100MWh級単電池、数kWh級組電池の開発に必要なデータを蓄積した。負荷率改善効果、システムの所要性能、電池への要求性能、組電池等で考慮すべきことを明らかにした。 |